# Powiat Ōchi
Powiat Ōchi (jap. 邑智郡 Ōchi-gun) – powiat w Japonii, w prefekturze Shimane. W 2024 roku liczył 16 615 mieszkańców.

## Miejscowości
- Kawamoto
- Misato
- Ōnan